# Mériem Bouatoura
Mériem Bouatoura, surnommée Yasmina, née le 17 janvier 1938 à N'Gaous (wilaya de Batna) et morte le 8 juin 1960 à Constantine, est une combattante indépendantiste de la guerre d'Algérie.

## Biographie

### Famille et Enfance

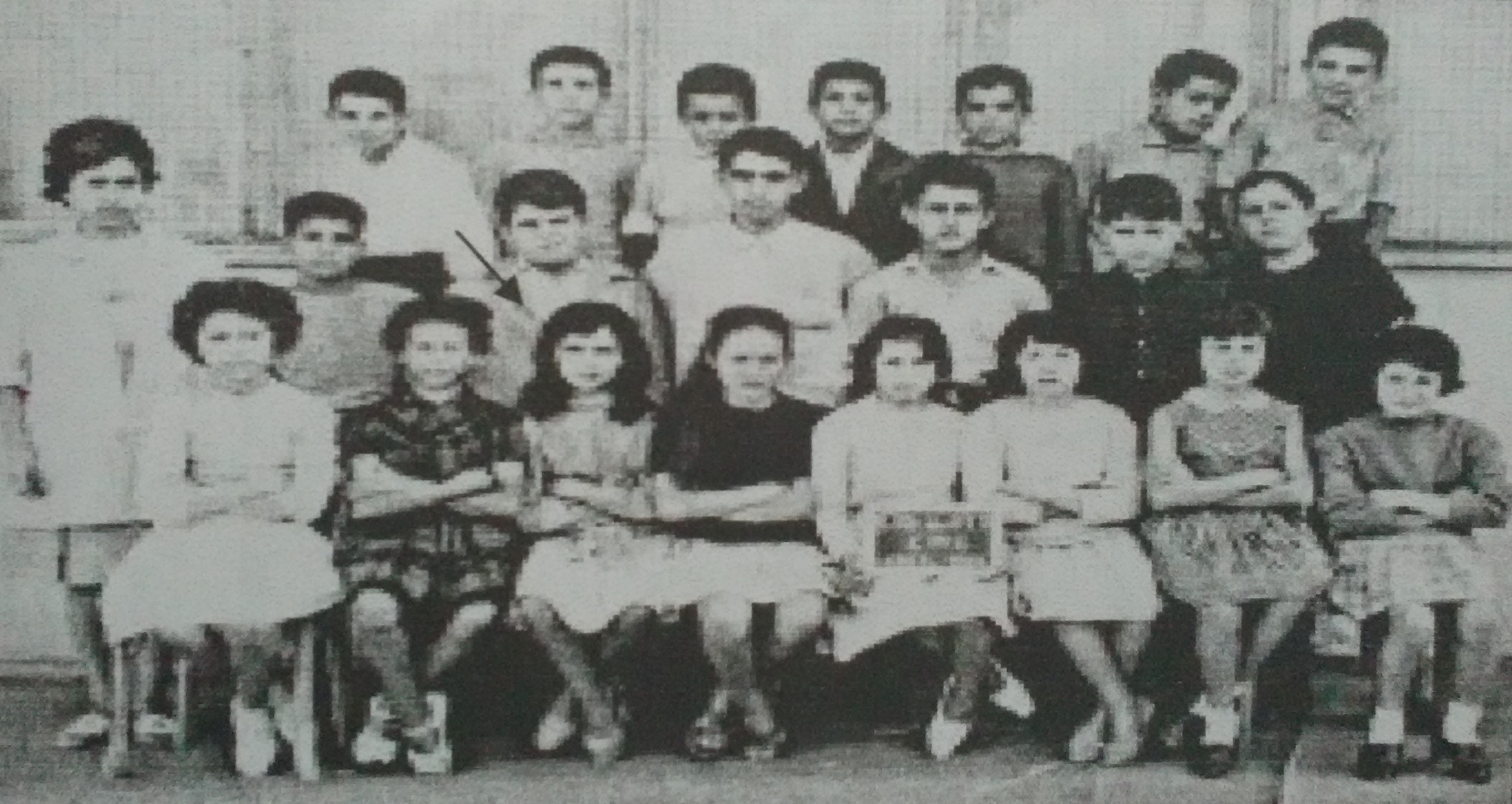
Mériem Bouatoura, étudiante à Sétif.

Mériem Bouatoura, est née le 17 janvier 1938 à N'Gaous, elle est issue d’une famille riche et cultivée les terres de la machta des Banou Ifren de N'Gaous, surnommée Yasmina, sa mère s'appelle Yamina et son père Abdelkader. Elle a grandi dans une grande famille auprès de trois sœurs et de trois frères (Lila Hanifa, Houria, Janina, Nour Eddin, Salah Eddin, Mohamed El Aid).
Elle passe tout son enfance dans le village de N'Gaous dans une famille de paysans. Elle fréquente l'école des filles du village, où elle a eu tout le soutien de son père pour continuer ses études.
À l'âge de 10 ans son père a décidé de quitter N'Gaous pour aller s'installer à Sétif dans le quartier autrefois appelé Chouminou, pour faire commerce de vêtements et du prêt-à-porter d'importation. Son père ouvrit un commerce, son business a tellement bien marché, que leur famille est devenue riche.

### Adolescence

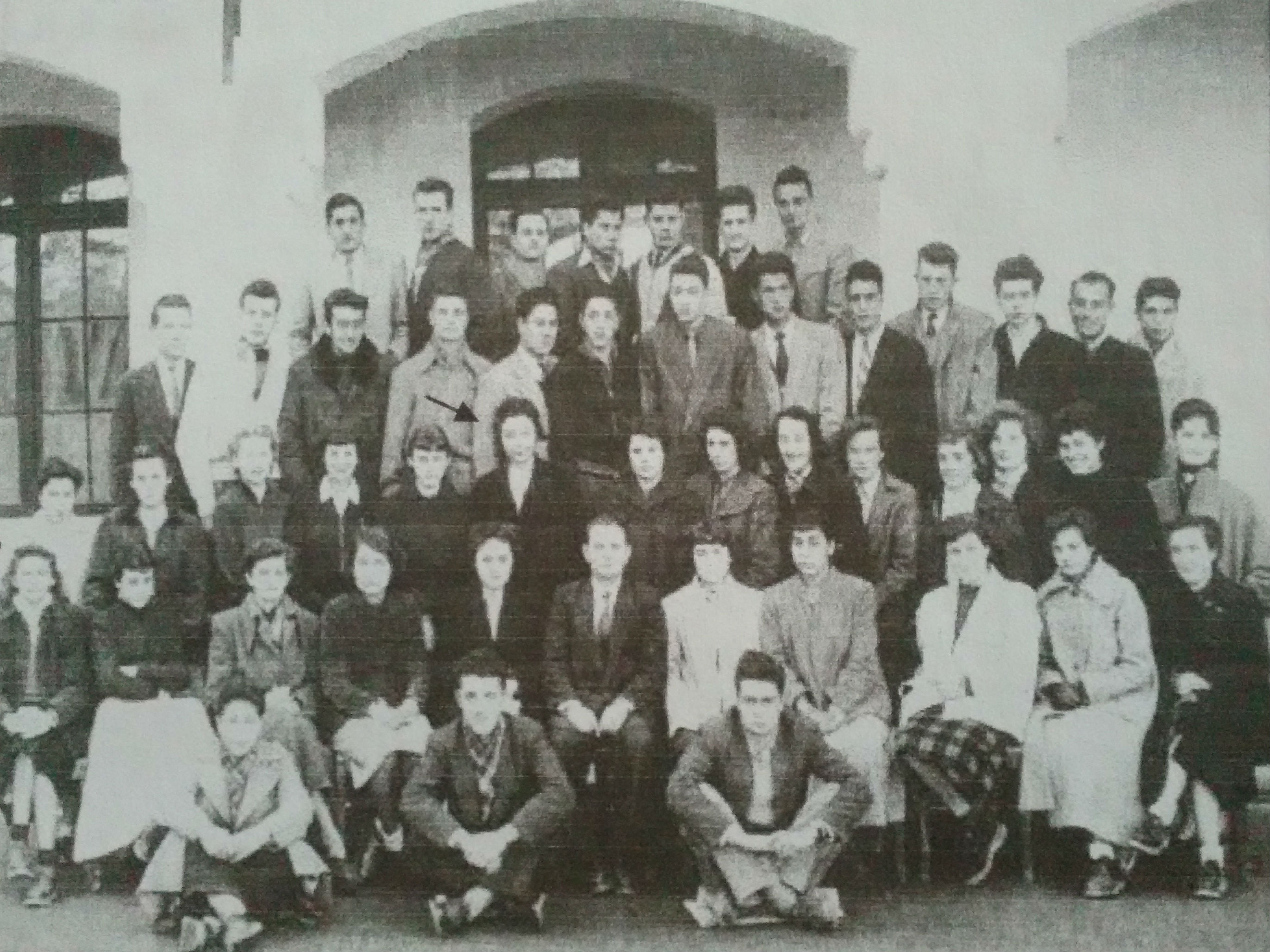
Mériem Bouatoura, année scolaire 1952-1953.

Après un bon parcours scolaire, Meriem passe au lycée Eugène Albertini de Sétif, qu'elle finit avec grand succès.
L'influence qui va l'entraîner à s'impliquer dans la guerre d'Algérie, a été la situation dans laquelle vivaient ses proches dans les Aurès, et dans tout le pays,, ainsi que les récits de faits réels, et historiques qui lui ont été racontés par son père, lors de son enfance, comme l'histoire sur la Kahina, et sur d'autres personnages.

La jeune fille a attiré l'attention de plusieurs jeunes hommes, qui lui ont proposé d'être leur femme. Mais, Meriem a toujours ignoré ces propositions, car ce sujet l'intéressait pas. Sa sœur Houria, lors de son témoignage sur Meriem, a dit les paroles prononcées par celle-ci à cette époque : 

« Je vais pas me marier...Je vais rejoindre la guerre de libération...Pour protéger mon pays, ! »

### Début de la guerre de l'indépendance

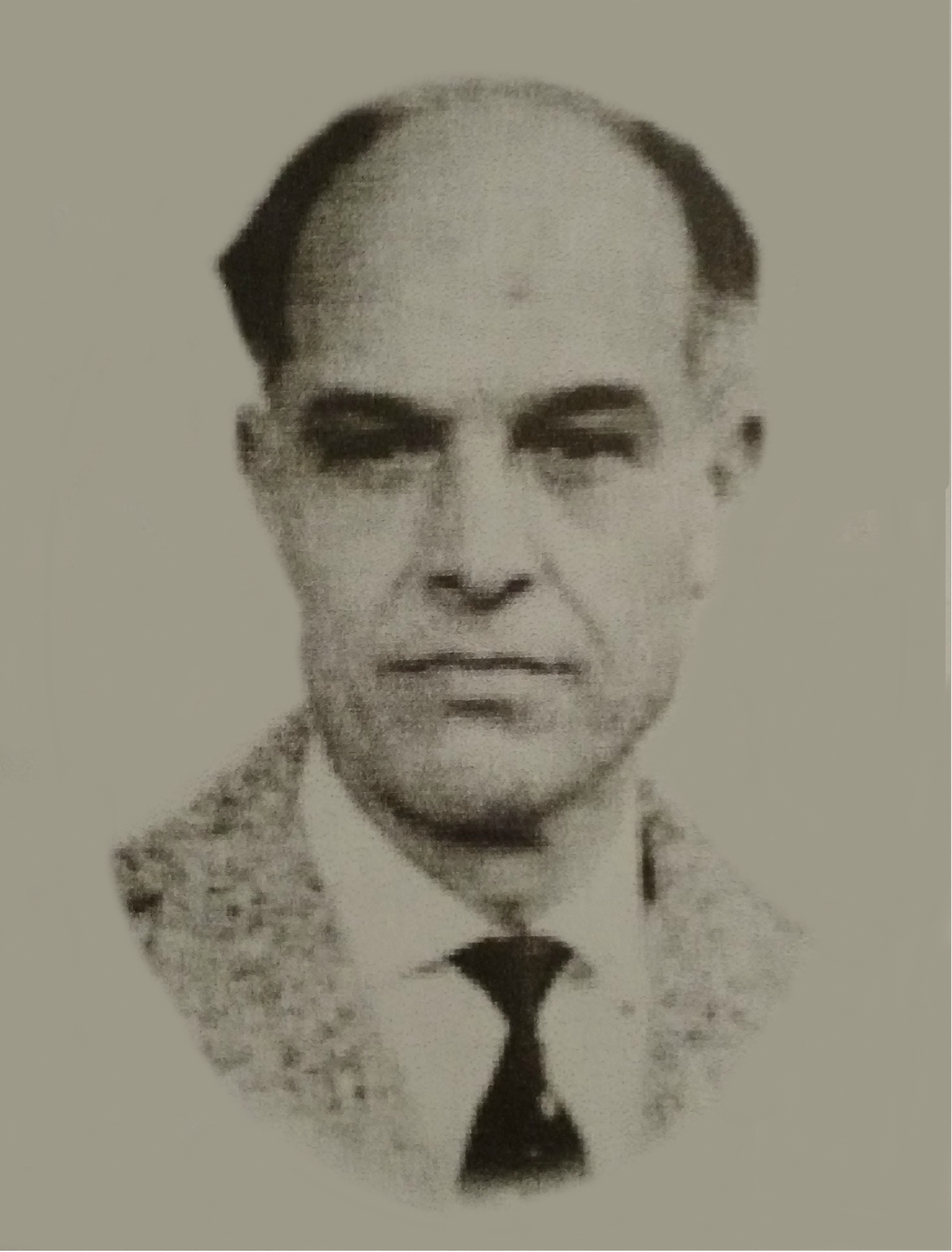
Abdelkader, son père

Mériem Bouatoura, alors étant lycéenne, avait répondu à l'appel de grève du 19 mai 1956 avec plusieurs lycéens de Sétif. Par la suite, Fatima Bensamra, Houria Mostefai, Malika Kharchi et Mériem Bouatoura rejoignent le maquis, ainsi s'est formé un des premiers groupes pour la lutte armée composé de lycéennes ; sa sœur Leïla les a aidées également.
La police française déclenche une enquête pour chercher les causes qui ont fait que Mériem Bouatoura abandonne ses cours, elle interroge sans arrêt sa famille pour connaitre les raisons qui l'ont poussée à quitter ses études. En décembre 1956, Mériem Bouatoura rejoint le maquis sans avertir sa famille, mais elle le fera plus tard en adressant une lettre à  son père. Elle fait un passage d'abord à Tachouda où elle est restée une dizaine de jours, puis 7  filles la rejoignent et prennent le chemin vers la localité Djarah sur les hauteurs de Collo dans la Wilaya 2. Ainsi, s'est formé le premier groupe féminin composé par  Ziza Massika, Mériem Bouatoura, Samia Keraguel, Malika Kharchi, Fatima Bensamra, Houria Mostefai, Khadra Bellami, Aicha Guenifi, Kheira Zerouki, Zoubida Zerrouk, Yamina Cherrad, Leila Moussaoui de Jijel  et Samia Maiza, elles avaient un rôle réel soit soigner dans des centres sanitaires ou s'occuper de la population en 1958.
Elle travaille comme infirmière à Sétif avec Ziza Massika dans les rangs de l'ALN, puis à Alger, faisant partie de l'équipe du docteur Lamine Khene
. Elle aurait été chargée de la responsabilité d'un hôpital afin d'aider Lamine Khene.
Selon Abdelmalek Bourzem, elle possédait un pistolet 9 mm et une mitraillette  MAT 49 et elle se déplaçait à travers les montagnes pour rejoindre les centres de l’ALN.
En 1960, Elle fait alors une demande pour un transfère afin d’intégrer les rangs de l'Armée de libération nationale à Constantine, ainsi elle avait à diriger toutes les opérations militaires avec rigueur.
Deux groupes de commandos ont été  actifs à Constantine, le premier composé de Fadila Saâdane, de Saïd Rouag et de Amar Kikaya, le deuxième groupe était formé par Mériem Bouatoura et Hamloui. Ce deuxième groupe aurait mené plusieurs opérations contre des installations policières et militaires et il aurait été chargé également d’abattre des collaborateurs de l’ Armée française.

### Sa mort
Le mardi 7 juin, selon les archives de la Dépêche de Constantine, un renseignement indique la présence de membres de l'ALN dans la ville de Constantine. L’endroit où figurait une femme au premier étage d’un immeuble est situé à quelques mètres de la rue Caraman et à l'intersection des rues Cahoreau et Colbert. Durant la nuit, des forces de l'Armée française ont été déployés. À partir de 4 h du matin, les places la Brèche et la Casbah ont été bouclées, l'alimentation en gaz de ville fut coupée dans toute la ville. Le groupe de l’Armée de libération nationale  était muni de quatre pistolets automatiques, quelques grenades et deux pistolets mitrailleurs. La cachète du groupe aurait attaqué au canon d'un blindé, ou par des tirs de bazooka et des lancer de grenades. Le mercredi 8 juin, l'assaut a été lancé vers 7 h 15, Mériem Bouatoura et Slimane Daoudi furent tués et Mohamed Kechoud ainsi que Bachir Bourghoud capturés, selon la Dépêche de Constantine.
Selon Mohammed Harbi, elle est frappée à Constantine par un obus de char de l'armée française. Certaines sources indiquent qu'elle a été transportée encore vivante à l'hôpital de cette ville, où elle aurait été achevée par une injection ; selon Fatima Zohra Boudjeriou, elle criait avant de mourir « Vive l’Algérie libre et indépendante, à bas le colonialisme ! ». Selon d'autres sources, elle a été déchiquetée sur place et elle a été tuée avec son compagnon d'armes Slimane Daoudi dit Hamlaoui, le 8 juin 1960, lors d’un accrochage dans le centre-ville de Constantine.

## Hommages
Quelques établissements portent son nom dont la maternité à Batna, à Constantine, l’Institut national de formation des cadres de l’éducation nationale et une rue.
Lors de la célébration de la fête de la victoire le 19 mars 2014, l’Association du 8 mai 1945 lui a rendu un hommage en soulignant son parcours, le président de l'association avait rappelé que Bouatoura a été encerclée, le 8 juin 1960, elle était blessée, non secourue et battue, elle est morte en portant les armes. Houria Toba, son amie de combat, disait que Merieme Bouatora avait déclaré que « c’est pour les femmes algériennes et leurs libertés que je me bats et mourrai ».
L’artiste peintre Djahida Houadef , elle lui a rendu hommage ainsi qu'aux femmes de N'Gaous lors de l'exposition N’gaouissiette au Palais des Rais Bastion 23 à Alger, en mars 2013, elle a rappelé le sacrifice de Mériem Bouatoura.